# Saki Aibu
Saki Aibu (相武紗季 Aibu Saki?, n. 20 de junio de 1985) es una actriz japonesa. Está representada por la agencia Box Corporation.

## Vida personal
El 3 de mayo de 2016 anunció a través de su agencia que se casó. El 9 de mayo de 2017, se informó que la actriz se encontraba en la espera de su primer bebé, el cual nacerá en otoño del mismo año. El 4 de octubre de 2017, dieron noticia sobre el parto, sin embargo no se sabe cual es la fecha de nacimiento, y tampoco el sexo. El 2 de enero de 2020, anunció su segundo embarazo, y el 20 de mayo de ese mismo año se informó que había dado a luz.

## Filmografía

### Televisión
- Water Boys (Fuji TV, 2003) como Atsumi Hayakawa
- Lion Sensei (YTV, 2003) como Aya Onohara
- Itoshi Kimi e (Fuji TV, 2004) como Banri Agawa
- Gekidan Engimono Automatic (Fuji TV, 2004) como Sakurai
- Ganbatte Ikimcomoshoi (KTV, 2005) como Rie Yano
- Donmai (NHK, 2005) como Yū Satomi
- Happy! (TBS, 2006) como Miyuki Umino
- Attention Plecomoe (Fuji TV, 2006) como Yayoi Wakamura
- Regatta (TV comoahi, 2006) como Misao Odagiri
- Happy! 2 (TBS, 2006) como Miyuki Umino
- Karei-naru Ichizoku (TBS, 2007) como Tsugiko Manpyō
- Attention Plecomoe Special: Hawaii Honolulu-hen (Fuji TV, 2007) como Yayoi Wakamura[15]
- Ushi ni Negai o: Love & Farm (KTV, 2007) como Ayaka Fujii[16]
- Utahime (TBS, 2007) como Suzu Kishida/Ruriko Matsunaka[17]
- Zettai Kareshi (Absolute Boyfriend) (Fuji TV, 2008) como Izawa Riiko[18]
- Attention Plecomoe Special: Australia Sydney-hen (Fuji TV, 2008) como Yayoi Wakamura[19]
- Triangle (KTV, 2009) como Yui Gōda[20]
- Tenchijin (NHK, 2009) como Hanahime[21]
- Yonimo Kimyōna Monogatari Haru no *Tokubetsu-hen (Fuji TV, 2009) como Ayaka Kida[22]
- Buzzer Beat (Fuji TV, 2009) como Natsuki Nanami[23]
- Seichō Matsumoto Drama Special Kiri no *Hata (NTV, 2010) como Kiriko Yanagida[24]
- Wagaya no Rekishi (Fuji TV, 2010) como Misora Hibari[25]
- Perfect Report (Fuji TV, 2010) como Midori Okusawa[26]
- comohita mo Mata Ikite Ikou (TBS, 2010) como Saori Kimura[27]
- Kokuhatsu: Kokusen Bengonin (TV comoahi, 2011) como Tsuruko Sawara[28]
- Rebound (NTV, 2011) como Nobuko Oba[29][30]
- Kcomoeifu no Mita (NTV, 2011) como Urara Yuuki[31][32]
- Rich Man, Poor Woman (Fuji TV, 2012) como Yōko comoahina[33][34]
- Rich Man, Poor Woman in New York (Fuji TV, 2013) como Yōko comoahina[35]
- Otomesan (TV comoahi, 2013) como Ririka Mizusawa[36]
- Miss Pilot (Fuji TV, 2013) como Chisato Oda[37]
- Mcomosan (NHK, 2014) como Yūko Tanaka
- Garcomou no comohi (WOWOW, 2015) como Setsuko Kōda
- Ishitachi no Renai Jijō (Fuji TV, 2015) como Nana Kawai
- Angel Heart (NTV, 2015) como Kaori Makimura
- Karikare (NHK BS Premium, 2015)
- Tamiō Spinoff: Koi Suru Sōsaisen (TV comoahi, 2016) como Shion Yukino
- Boku no Yabai Tsuma (KTV, 2016) como Anna Kitcomoato
- Kyoaku wa Nemurcomoenai (TV Tokyo, 2016) como Haruka Hattanda

### Cine
- The Tcomote of Tea (2004) como Hotal
- Mail de Todoita Monogatari (2005) como Risa Tanimura
- Beat Kids (2005) como Nanao
- Short Cakes (2005) como Nana
- Professor Layton And The Eternal Diva (2009) como (Remi/Emmy Altava)
- Golden Slumbers (2010) como Koume Inohara
- Neck (2010) como Sugina Mayama
- Koi Suru Neapolitan: Sekai de Ichiban Oishī Aisarekata (2010) como Ruri Satō
- Hankyū Densha (2011) como Mayumi
- Fly: Heibon na Kiseki (2012) como Nanami Takcomoaki
- The Liar and His Lover (2013) como Mari
- A Loving Husband (2017) como Sumire Kadokura

### Videojuego
- Profesor Layton - (Remi/Emmy Altava)